# Lâu đài Točník

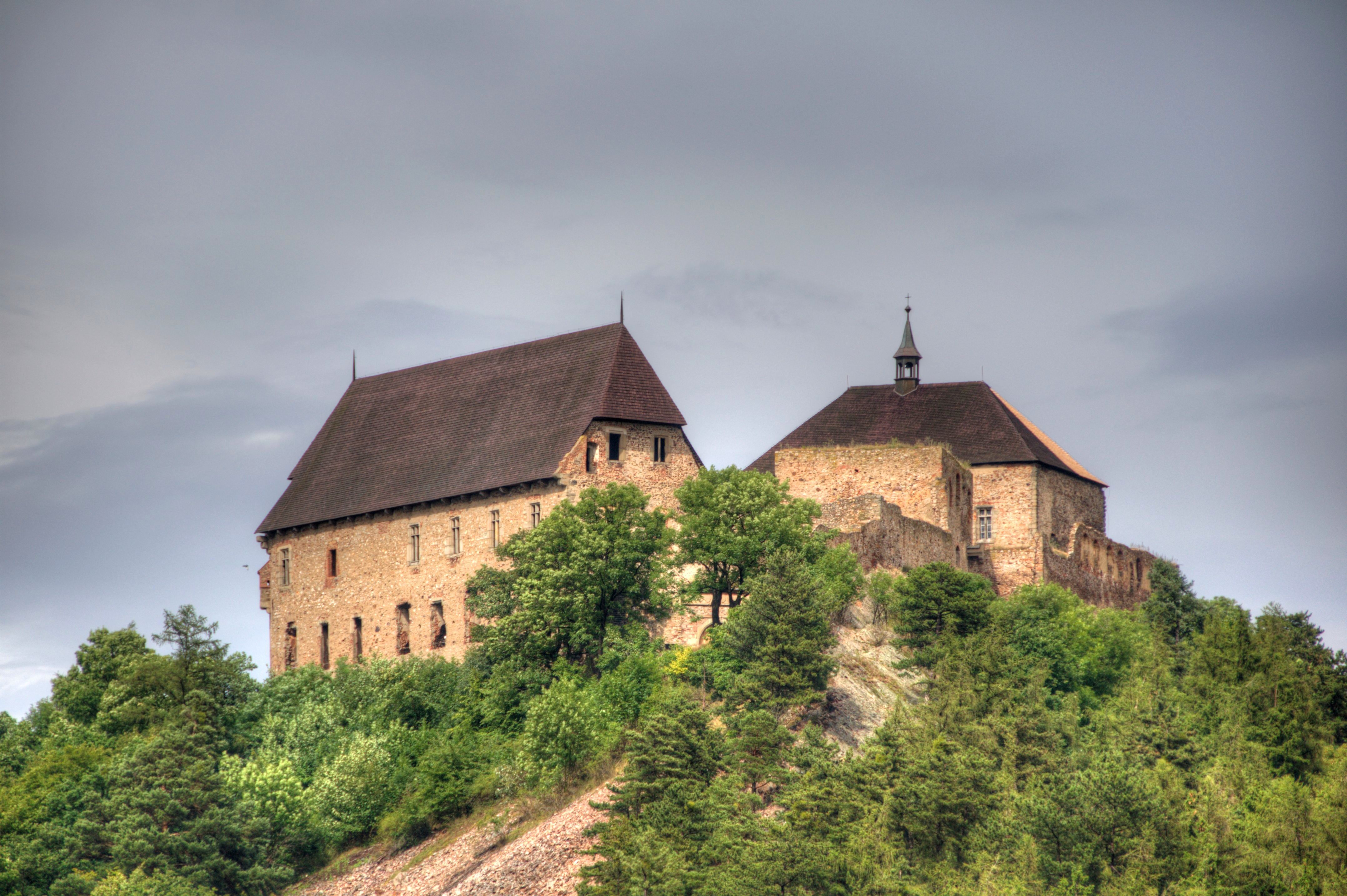
Lâu đài Točník

Lâu đài Točník nằm ở thị trấn Beroun, thuộc vùng Trung Bohemia, Cộng hòa Séc. Lâu đài được xây làm nơi ở cho vua Wenzel IV của Bohemia từ cuối thế kỷ 14. Lâu đài Točník được xây ngay phía trên lâu đài Žebrák và cùng nhau tạo nên một cặp lâu đài đẹp như trong tranh vẽ.

## Lịch sử
Khu đất xây lâu đài Točník là nơi từng có người sinh sống từ hai nghìn năm trước, nhưng phải đến thế kỷ 14 vua Wenzel IV của Bohemia mới cho khởi công xây dựng lâu đài tại đó. Lâu đài Točník được xây lên sau trận đại hỏa hoạn xảy ra tại lâu đài Žebrák.
Lâu đài Točník được xây dựa trên một bản sơ đồ thiết kế chia làm ba phần chính. Đằng sau tường thành của lâu đài là hào lớn và một cây cầu nối với một tháp cổng. Cung điện và cánh nhà bên là công trình nổi bật và quan trọng nhất trong toàn bộ khuôn viên lâu đài, nằm trên dải đất hình chữ L. Tầng hai của cung điện được dùng làm đại lễ đường, còn các tầng khác thì để phục vụ mục đích sinh hoạt hàng ngày.
Trong chiến tranh Hussite, khi mà hoàng đệ của vua Wenzel IV của Bohemia là vua Sigismund của Thánh chế La Mã còn nắm quyền thì lâu đài đã bị quân Hussite vây hãm trong ba ngày liền cho đến khi phiến quân bỏ đi và thay vào đó là đốt luôn cả thị trấn Točník và Hořovice. Không lâu sau, lâu đài bị đem đi thế chấp và chuyển nhượng cho rất nhiều đời chủ nhưng chẳng ai giữ được lâu và dần dà thì biến thành phế tích. Jan của Watemberg là người đã đi tiên phong trong việc tôn tạo lại lâu đài theo phong cách Phục Hưng, còn gia tộc Lobkowicz đã tiếp nối di sản đó. Năm 1594, lâu đài một lần nữa trở thành tài sản của hoàng gia và được quản lý bởi Phòng Hoàng gia Bohemia. Không may, chiến tranh Ba Mươi Năm đã làm lâu đài xuống cấp nghiêm trọng. Năm 1923, lâu đài được bán lại cho Hiệp hội du lịch Séc và trở thành tài sản công. Từ những năm 1930, việc trùng tu lâu đài đã được thực hiện và vẫn còn tiếp tục cho tới tận ngày nay.